# Edward Goschen
William Edward Goschen, född 18 juli 1847, död 20 maj 1924, var en brittisk diplomat. Han var bror till George Goschen.
Goschen inträdde 1869 i utrikesministeriets tjänst. Han var envoyé i Belgrad 1898–1900, i Köpenhamn 1901–1905, ambassadör 1905–08 i Wien och i Berlin 1908–1914.